# جورج ميلز
جورج ميلز (بالإنجليزية: George Mills)‏ (29 ديسمبر 1908 في المملكة المتحدة - 15 يوليو 1970 في المملكة المتحدة) هو لاعب كرة قدم بريطاني (وحمل سابقاً جنسية المملكة المتحدة لبريطانيا العظمى وأيرلندا) في مركز الهجوم. شارك مع منتخب إنجلترا لكرة القدم. أما مع النوادي، فقد لعب مع تشيلسي.

## وصلات خارجية
- جورج ميلز على موقع قاعدة بيانات كرة القدم.إي يو (الإنجليزية)
- جورج ميلز على موقع ناشيونال فوتبول تيمز (الإنجليزية)